# Talgo (bedrijf)
Patentes Talgo is een Spaanse fabrikant van spoorwegmaterieel, met het hoofdkantoor in Las Matas bij Madrid. Talgo is een Spaans acroniem voor Tren Articulado Ligero Goicoechea Oriol (Lichtgewicht gelede trein van Goicoechea en Oriol)

## Inleiding
Na de Eerste Wereldoorlog kregen spoorwegmaatschappijen meer en meer te maken met concurrentie van het opkomende wegverkeer en in mindere mate de luchtvaart. Voor het reizigersverkeer betekende dit dat de snelheid steeds verder verhoogd moest worden. De spoorwegen konden hiervoor steeds sterkere stoomlokomotieven bouwen en/of diesel en elektrischetractie introduceren. Het vermogen kan, door economische en technische beperkingen, echter niet steeds verder worden opgevoerd. Om met dezelfde lokomotieven sneller te kunnen rijden werd, in de jaren 20 en 30 van de twintigste eeuw, de oplossing gezocht in een gewichtsbeperking van het materieel. Hierbij werden de zware houtenrijtuigen vervangen door rijtuigen met een stalen of lichtmetalen bovenbouw. In Spanje speelde dit probleem ook en kwam in 1928 de discussie over een oplossing opgang. Alejandro Goicoechea, militair ingenieur in Navarra, droeg al wat ideeën aan maar door politieke ontwikkelingen en de daar op volgende Spaanse Burgeroorlog kwamen de vernieuwingen niet van de grond. Goicoechea kwam in 1938, nog tijdens de burgeroorlog, toch met een uitgewerkt plan voor een trein voor de toekomst. Zijn idee was om een grote gewichtsbesparing te bereiken door de draaistellen te verwijderen en een lichtmetalen bovenbouw te gebruiken. In 1939, na afloop van de burgeroorlog, kon hij het idee eindelijk demonstreren maar hij beschikte niet over de middelen om een prototype van de trein te bouwen. De Spaanse spoorwegmaatschappijen waren al niet gezond en hadden tijdens de burgeroorlog grote schade opgelopen, zodat daar ook geen geld beschikbaar was. De financiële situatie van de spoorwegmaatschappijen was reden voor de overheid om bestaande concessies niet te verlengen of zelfs in te trekken en de bedrijven per 24 januari 1941 onder te brengen in het overheidsbedrijf Red Nacional de los Ferrocarriles Españoles (RENFE).

## Patentes Talgo S.A.
In 1941 werden bij de net opgerichte RENFE proeven genomen met het door Goicoechea gebouwde onderstel. Bij een van deze proeven ontmoette Goicoechea de investeerder José Luis de Oriol y Urigüen die wel bereid bleek om geld in het project te stoppen. De samenwerking leidde tot de bouw van de eerste lichtgewicht trein van Goicoechea en Oriol, de Talgo I. Na een aantal succesvolle proefritten begin 1942, volgde op 28 oktober 1942 de oprichting van Patentes Talgo S.A.. Het nieuwe bedrijf beschikte echter niet over een eigen fabriek, bovendien was het door de Tweede Wereldoorlog ook heel lastig om in Europa productiecapaciteit en grondstoffen te vinden. Goicoechea ging daarom in 1944 in de Verenigde Staten op zoek naar een fabrikant voor zijn trein. Begin 1945 toonde de American Car & Foundry (ACF) belangstelling en tekende Goicoechea een contract voor de bouw van de serie productie, de Talgo II.
ACF leverde in 1949 drie stammen inclusief passende lokomotieven, twee werden verscheept naar Spanje de derde bleef in de Verenigde Staten voor demonstratie ritten en proefnemingen. In de Verenigde Staten leverde ACF in de jaren 50 van de twintigste eeuw nog een aantal stammen, de Talgo-ACF, aan diverse Amerikaanse maatschappijen echter zonder veel succes. De belangrijkste technische ontwikkeling van de Talgo-ACF is een onderstel dat in beide richtingen op volle snelheid kan rijden. In 1962 liet Talgo een prototype voor een trein met deze vinding bouwen bij de Spaanse vliegtuigfabrikant Construcciones Aeronáuticas (CASA) in Getafe. De serie productie van deze Talgo III zou plaatsvinden in de eigen Talgo fabriek, maar van 1964 tot 1967 werd nog gebruikgemaakt van de werkplaats in Aravaca in het westen van Madrid.

## Bedrijfsontwikkeling
De familie Oriol leverde vanaf 1942 de directie van het bedrijf. De zesde president-directeur, Carlos de Palacio y Oriol, trad in 2002 aan. Patentes Talgo was tot 2006 een Spaanse N.V. (S.A.) waarvan alle aandelen in handen waren van de familie Oriol. Door onenigheden binnen de familie werd in 2006 49,9% van de aandelen verkocht aan Lehman Brothers. In april 2008 werden alle aandelen ondergebracht in Aurum Business, een holding van de familie Oriol en Lehman Brothers. Het bedrijf zelf werd vervolgens omgezet in een Spaanse B.V. (S.L.) waarvan alle aandelen in handen zijn van Aurum. De waarde van het bedrijf werd in 2009 geschat op € 900 mln.

## Fabrieken

### Spanje
De eigen fabriek in Spanje, gevestigd in Rivabellosa bij Miranda de Ebro, kwam in 1966 gereed. Het hier gebouwde materieel de Remolques Talgo (Talgo rijtuigen) kan allemaal in beide richtingen gebruikt worden. De bovenbouw van de RT's werd tot 1974 aangeleverd door CASA en gebouwd volgens het amerikaanse procedé met geklonken aluminium. De onderstellen voor de Talgo III werden aangeleverd door een Amerikaanse en een Britse staalfabriek. De onderstellen vanaf de tweede generatie RT's werden aangeleverd door een scheepswerf in Santander waarmee de hele productie in Spaanse handen lag. Het sinds 1964 gebouwde materieel krijgt de fabrieksaanduiding RT gevolgd door een serienummer en een driecijferig volgnummer.

### Finland

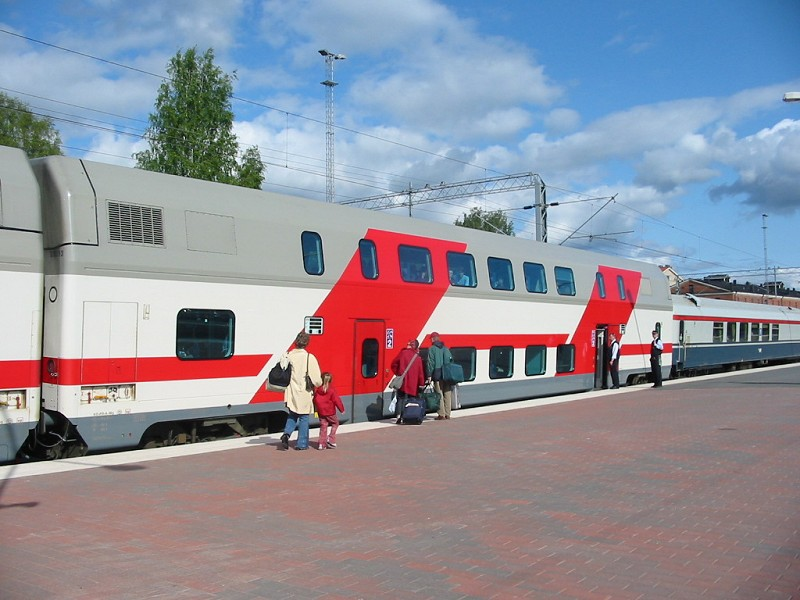
Dubbeldeksrijtuig Talgo

Talgo had sinds 2000 ook een divisie in Finland, Talgo OY, in Oulu. Hier zijn onder meer de dubbeldeks intercityrijtuigen gebouwd voor de VR. Dit zijn "gewone" rijtuigen die dus niet de speciale kenmerken van de Spaanse Talgo's hebben. Deze rijtuigen rijden in Finland en gaan in de toekomst wellicht ook in Rusland rijden.
In 2002 presenteerde Talgo OY een ontwerp van nieuwe dubbeldeksrijtuigen, de Talgo 22, die ontwikkeld zijn op basis van de Spaanse Talgo-rijtuigen. Uniek aan deze rijtuigen is, dat op beide verdiepingen door de hele trein gelopen kan worden. Normaal is dat in dubbeldekstreinen niet mogelijk; de benedenverdieping loopt niet door vanwege de ruimte die door de draaistellen in beslag genomen wordt. Deze nieuwe rijtuigen bestaan echter alleen nog maar als ontwerp en zijn nog niet verkocht aan een vervoerder. Nadat bij een aanbesteding voor het voorstadsmaterieel van Helsinki de order werd gegund aan de Zwitserse concurrent Stadler Rail besloot Patentes Talgo de fabriek in Finland af te stoten. In 2007 kocht het Finse management van de fabriek in Oulu alle aandelen van het Finse filiaal. De Finse fabriek werkt sindsdien als zelfstandig bedrijf onder de naam Transtech OY

### Verenigde Staten
In 2010 heeft Patentes Talgo een fabriek gebouwd in Milwaukee in de staat Wisconsin. De fabriek in Milwaukee gaat de Talgo's voor de Amerikaanse markt produceren. Het gaat hierbij in eerste instantie om trek-duw treinen op de Hiawatha-route, maar Patentes Talgo wil ook meedoen aan andere projecten in de Verenigde Staten, bijvoorbeeld hogesnelheidslijnen.

## Werkplaatsen
Het onderhoudsconcept van Talgo houdt in dat Talgo na de aflevering van het materieel het onderhoud blijft verzorgen. Hierdoor zijn op diverse plaatsen, in en buiten Spanje, werkplaatsen van Talgo te vinden voor de treinsamenstelling en onderhoud:
- Almaty, Kazachstan
- Barcelona
- Berlijn, Duitsland
- Can Tunis, Spanje
- Las Matas I & II iets ten noorden van Madrid
- Santa Catalina iets ten zuiden van Madrid
- Sarajevo, Bosnië en Herzegovina
- Seattle, Verenigde Staten

## Technische ontwikkeling
Vanaf 1964 heeft Patentes Talgo de treinen verder ontwikkeld. In 1967 werd het RD-systeem voor automatische omsporing van de rijtuigen gepresenteerd dat in 1969 operationeel werd. In 1979 kwam de Talgo Pendular met kantelbak op de rails, tevens is toen een gladde bovenbouw met gelast aluminium geïntroduceerd. Vanaf 1990 kwam ook de export opgang en in 1998 werd ook de sprong gewaagd naar de hogesnelheids markt. Momenteel wordt er gewerkt aan een trein, de Talgo-AVRIL, waarin omspoorbaarheid en hoge snelheid worden gecombineerd.